# Rock’n’Roll Butterfahrt
Die Rock 'n' Roll Butterfahrt (RnRB) ist ein Musikfestival auf der Nordseeinsel Helgoland. Der musikalische Schwerpunkt liegt bei Gruppen des Punkrock-Genres. Nach eigener Bezeichnung handelt es sich dabei um „das größte kleinste Festival der Welt“.

## Geschichte
Das Programm der Rock 'n' Roll Butterfahrt fand bei ihrer ersten Auflage im Jahr 2003 an einem Abend in der Nordseehalle auf Helgoland statt. 2006 wurde das Programm auf zwei Tage ausgedehnt und außerdem von der Halle auf die vorgelagerte Insel Düne verlegt. Das Veranstaltungsgelände ist an drei Seiten durch Sanddünen begrenzt; der Zugang erfolgt über den Südstrand.
Seit Beginn sind die Mimmi’s als Headliner des Festivals gesetzt. Seit 2011 wird es vom Shantychor Helgoländer Karkfinken eröffnet. Eine Besonderheit des Festivals ist, dass die teilnehmenden Bands erst bekanntgegeben werden, wenn alle Karten verkauft wurden. Dennoch ist die Butterfahrt seit 2011 regelmäßig ausverkauft; seit 2012 wurde das Programm auf drei Tage verlängert.
In den Jahren 2020, 2021 und 2022 musste das Festival auf Helgoland aufgrund weltweiter Infektionsfälle mit dem Coronavirus (SARS-CoV-2 / Covid-19) und dem behördlichen Erlass alle öffentlichen Veranstaltungen zu verbieten, mehrfach verlegt werden.
2021 veranstaltete die Rock 'n' Roll Butterfahrt mit der RnRB 14.1½ am in Zusammenarbeit mit BACK ON STAGE und dem Live-Club KNUST Hamburg auf der Plattform dringeblieben.de ihr erstes größtes, kleinstes Streaming-Festival der Welt im Internet.

## Der Verein
Seit 2011 existiert ein Förderverein, dessen satzungsmäßiger Zweck die Förderung von Nachwuchsbands, die Förderung der Kultur, die Organisation und Durchführung von Musik-Festivals, sowie die Förderung, Organisation und Durchführung sonstiger Musik- und Kulturveranstaltungen ist.
Der Satzungszweck wird unter anderem durch die Durchführung der Rock 'n' Roll Butterfahrt verwirklicht. Vereinsmitglieder haben ein Vorkaufsrecht für Tickets der Rock 'n' Roll Butterfahrt. Der Verein hat derzeit 783 Mitglieder. (Stand: Mai 2023) Auf dem Friedhof der Namenlosen der Düne wurde 2016 eine Stele für verstorbene Fans der Rock ’n’ Roll Butterfahrt errichtet.

## Medienberichterstattung
Im Jahr 2014 wurden die Vorbereitungen zum Festival von einem Filmteam begleitet. Die Dokumentation „Rock 'n' Roll Butterfahrt – Wenn Punks Helgoland bevölkern“ wurde im Rahmen der Sendereihe 30 Minuten Deutschland auf RTL ausgestrahlt.
2015 besuchte Michael Kessler mit einem Kamerateam das Festival. Ausschnitte sind in der Sendung Kesslers Expedition zu sehen.

## Line-Ups
| Auflage | Datum               | Bands | Veranstaltungsort                                         |
| ------- | ------------------- | --- | --------------------------------------------------------- |
| 1       | 13.09.2003          | Die Mimmi’s, Schwarz auf Weiss | Nordseehalle                                              |
| 2       | 09.09.2006          | Die Mimmi’s, Rasta Knast, Rubberslime | Düne                                                      |
| 3       | 12.09. – 14.09.2008 | Die Mimmi’s, Eisenpimmel, Fro-Tee Slips, Asthmateufel | Düne                                                      |
| 4       | 04.09. – 06.09.2009 | Wegen Sturm ausgefallen. | -                                                         |
| 4.1     | 30.04. – 02.05.2010 | Die Mimmi’s, TV Smith, KIM?, De Drangdüwels, Jonny Glut | Düne                                                      |
| 5.0     | 29.04. – 01.05.2011 | Die Mimmi’s, Slime, Die Dödelsäcke, Zwackelmann, Ramoonies, Jonny Glut und die Kinkenband, Helgoländer Karkfinken | Düne                                                      |
| 6.0     | 28.04. – 01.05.2012 | Die Mimmi’s, Razors, Wölli & die Band des Jahres, Heiter bis Wolkig, The Beatlesøns, Helden von Gestern, Dritte Wahl, Panhandle Alks, Das Niveau singt, Johnny Glut und die Kinkenband, Helgoländer Karkfinken | Düne                                                      |
| 7.0     | 27.04. – 30.04.2013 | Die Mimmi’s, 44 Leningrad, Guitar Gangsters, 999, Slime, Big Art Peters, Plan B, COR, The Bottrops, The Devil ‚n‘ Us, Kapelle Vorwärts, A Pony named Olga, Mac Piet, Emils, Die Dødelsäcke, Helgoländer Karkfinken | Düne                                                      |
| 8.0     | 01.05. – 04.05.2014 | Die Mimmi’s, Dritte Wahl, Seas of Mirth, Kamikaze Queens, Schwarz auf Weiss, Ivan Ivanovich & The Kreml Krauts, Elvis Pummel, Hörinfarkt, Die abstürzenden Brieftauben, Prima Donna, Argies, Duncan Reid and the big heads, Artless, The Kids, Richies, Fro-Tee Slips, Mad Sin, Helgoländer Karkfinken | Düne                                                      |
| 9.0     | 30.04. – 03.05.2015 | Die Mimmi’s, TV Smith, Lokalmatadore, Fondükotze, Sator, Sonny Vincent, Trixie Trainwreck No Man Band, The Pokes, Rasta Knast, The Movement, Blue Rockin, The Lurkers, Thees Uhlmann, Die Suurbiers, Zaunpfahl, Helgoländer Karfinken | Düne                                                      |
| 10.0    | 28.04. – 01.05.2016 | Die Mimmi’s, Fro-Tee Slips, Friedemann, De Drangdüwels, Walter Elf, Slime, The Yum Yums, Dritte Wahl, La Minor, Bambix, TV Smith & The Bored Teenagers, Zona 84, The Outcasts, COR, Normahl, Fuzzy Vox, Helgoländer Karfinken | Düne                                                      |
| 11.0    | 28.04. – 01.05.2017 | Die Mimmi’s, Divakollektiv, NH3, Barayan, Los Pepes, Oferta Especial, The Backyard Band, Psychotic Youth, The Offenders, EA80, Die abstürzenden Brieftauben, Radical Radio, Echoschleife, The Real McKenzies, El Fisch, Helgoländer Karfinken | Düne                                                      |
| 12.0    | 28.04. – 01.05.2018 | Die Mimmi’s, Seas of Mirth, Panhandle Alks, Dritte Wahl, Bambix, The Peacocks, Die Skeptiker, The Fleshtones, Razzia, Kurt Baker Combo, The Baboon Show, Outsiders Joy, Los Fastidios, Johnny Reggae Rub Foundation, Helgoländer Karfinken | Düne                                                      |
| 13.0    | 28.04. – 01.05.2019 | Die Mimmi’s, The Pig Must Die, Rantanplan, Rogers, Feine Sahne Fischfilet, Johnny Moped, Get Dead, Queens of Everthing, The Dead President, Autoramas, Razors, B.Bang Cider, Sunny Domestozs, Möwe & Die ÖLMÜTZEN, Tarakany!, Buster Shuffle, Helgoländer Karkfinken | Düne                                                      |
| 14.0    | 30.04. – 03.05.2020 | Aufgrund weltweiter Infektionsfälle mit dem Coronavirus (SARS-CoV-2 / Covid-19) und dem behördlichen Erlass alle öffentlichen Veranstaltungen zu verbieten, wurde der Termin für die RnRB 14.0 um ein Jahr verlegt. | -                                                         |
| 14.1    | 29.04. – 02.05.2021 | Aufgrund weltweiter Infektionsfälle mit dem Coronavirus (SARS-CoV-2 / Covid-19) und dem behördlichen Erlass alle öffentlichen Veranstaltungen zu verbieten, wurde der Termin für die RnRB 14.1 um ein Jahr verlegt. | -                                                         |
| 14.1½   | 01.05.2021          | Helgoländer Karkfinken, Mighty halleluja Terzett, Live Schalte Dose, Fro-Tee Slips, ELF & Knipp Gumbo, Onkel Margot & die Butterfahrt All Stars, Michael Stoffers, Die Mimmis, Swag Boy Alex, Jeff Dahl Group, Beat Bahnhof, The Backyard Band, Planlos, Die Ärzte, Chris von der Düssel, The Helgolaender, Kochkraft durch KMA, Scobben, Betontod, 100 Kilo Herz, Punkfred, Abstürzende Brieftauben, Male, Sondaschule, Dirt Box Disco, Ramonas, Zona84, Elfmorgen, Fisch & Oldrick, Dritte Wahl, Christian Steiffen | Butterfahrt-Streaming-Festival im Live-Club KNUST Hamburg |
| 14.2    | 28.04. – 01.05.2022 | Aufgrund weltweiter Infektionsfälle mit dem Coronavirus (SARS-CoV-2 / Covid-19) und dem behördlichen Erlass alle öffentlichen Veranstaltungen zu verbieten, wurde der Termin für die RnRB 14.2 um ein Jahr verlegt. | -                                                         |
| 14.3    | 28.04. – 30.04.2023 | Die Mimmi’s, The Backyard Band, Helgoländer Karkfinken, Elfmorgen, The Ramonas, Christian Steiffen, Dritte Wahl, Fisch und Oldrick, Kochkraft durch KMA, DIRT BOX DISCO, Planlos, Betontod, Östro 430, 100 Kilo Herz | Düne                                                      |
| 15.0    | 28.04. – 30.04.2024 | Die Mimmi’s, The Go Faster Nuns, Cyanide Pills, Pirates of the Pubs, Eisenpimmel, Helgoländer Karkfinken, Udo Butter & Das Team, Butterwegge, Verstörte Becker, The Drowns, Sondaschule, Betriebsausfall, Red Money, Kotzreiz, The Avengers, Massendefekt | Düne                                                      |
| 16.0    | 24.04. – 26.04.2025 | Die Mimmi’s, The Vageenas, Helgoländer Karkfinken, The Guilt, Bob Wayne, Tequila and the Sunrise Gang, Die Angefahrenen Schulkinder, Eastie Rois, Wau Miau, The Movement, Dritte Wahl, The Yum Yums, Burning Heads, Elfmorgen, The One Droppers, Drei Meter Feldweg | Düne                                                      |